# Jaume Torrent i Rius
Jaume Torrent i Rius (Barcelona, 1953) és un guitarrista i compositor català, autor de multitud d'obres per a guitarra, música de cambra i orquestra.

## Trajectòria
Va ser un dels deixebles de Gracià Tarragó al Conservatori del Liceu, on passà a ser-ne professor l'any 1989, centre que va passar a dirigir entre els anys 1993 i 1999. Ha estat catedràtic de guitarra i director del Conservatori Superior de Música del Liceu de Barcelona, i ha impartit diverses master class en diferents universitats americanes.
Com a compositor, és autor de tres-centes obres per a guitarra sola i és autor de cançons, de peces de música de cambra i de diversos concerts per a guitarra i orquestra, que ha publicat en importants editorials europees i americanes (Schott, Boileau, Clivis, Trekel, Wind Music, Piles, Emec).
És autor d'una metodologia dissenyada per a l'aprofitament de tot el potencial sonor de la guitarra. Amb aquesta tècnica, Torrent amplia la gamma d'intensitats sonores de la guitarra, augmentant-ne la capacitat expressiva i possibilitant una equilibrada integració de la guitarra en agrupacions de càmera i orquestrals.
La seva presència en els escenaris internacionals és permanent, i ha actuat com a solista en algunes de les més prestigioses orquestres europees i americanes, com l'Orquestra Simfònica de París, l'Orquestra de Cambra d'Israel, l'Orquestra Simfònica de la RAI, la Dresdner Philharmonie, la Filarmònica Nacional d'Ucraïna, l'Orquesta de la R.T.V. Espanyola, la Bilkent Symphony Orchesta, l'Orquestra de la Radio Búlgara, l'Orquestra de la R.T.V. de Luxemburg, l'American Wind Symphony, la Symphony Orchesta of Bursa, la Westcoast Shymphony Orchestra, o l'Orquestra Simfònica de València, entre d'altres. Ha estrenat als EUA el seu “Concert per guitarra i cordes” amb la Sinfonietta of San Francisco, i el seu “Concert per violí, guitarra i cordes” (Paganini in America) amb la Kensington Symphony Orchestra, sota la direcció de Geoffrey Gallegos. I a Espanya el “Concert de Rialp” amb l'Orquestra Simfònica Nacional Txeca, sota la direcció d'Inma Shara.

## Premis i reconeixements
Ha estat guardonat amb el premi de la fundació Golden Fortune d'Ucraïna, en reconeixement de la qualitat i popularitat de la seva trajectòria artística. El desembre de 2020 fou nomenat membre de la Reial Acadèmia de Belles Arts de Sant Jordi.

## Obra
- Transcripció per a guitarra de les Siete canciones populares españolas, de Manuel de Falla.[1]
- Concert per a guitarra i orquestra de cordes número 1 (1998).[1]